# Ettie Crist
Adeline « Ettie » Crist, née Siebe le 14 février 1862, décédée le 10 janvier 1974, était une supercentenaire américaine, dont l'identité a été validée par le Gerontology Research Group (GRG), et reconnue comme la doyenne de l'humanité du 18 août 1973 jusqu'à sa mort.

## Biographie
Ettie Crist est née à San Francisco, en Californie, aux États-Unis, le 14 février 1862, sous le nom d'Adeline Siebe. Ses parents étaient Nicolaus George Siebe (1839-1886) et Adeline Siebe (1840-1930), tous deux immigrants allemands. Elle avait un frère cadet, Henry, décédé en 1886 à l'âge de 3 ans. Son unique sœur, cadette, Carolyn Siebe Bilger (1873-1977), a vécu jusqu'à 103 ans. Sa grand-mère a vécu jusqu'à 99 ans.
Ettie a épousé Rudolph Crist vers 1890. Après son mariage, elle s'installe à Oakland. Le couple a deux enfants.
Vers l'âge de 105 ans, elle se cassa la hanche et fut placée en maison de retraite. À 109 ans, elle avait trois arrière-petits-enfants. Sa fille, Adèle Notthoff (1899-2000), vécut jusqu'à 101 ans. Le jour de son 110e anniversaire en 1972, on a mentionné qu'elle aimait le baseball et buvait du bourbon quotidiennement.
Crist est décédée à Oakland, en Californie, aux États-Unis, le 10 janvier 1974, à l'âge de 111 ans et 330 jours. Elle était peut-être la personne la plus âgée au monde à sa mort.